# Byala (plat)
Pour les articles homonymes, voir Byala.
Le byala est une spécialité de la commune de Sinnamary, à base d’épinards, de crevettes, de poisson boucané, de poivron vert et de lait de coco. Il s’agit d’un met traditionnel de la cuisine guyanaise.